# Замын-Уудэ
Замын-Ууд (также Дзамын-Уд, Дзамын-Удэ, Дзамин-Удэ; монг. Замын-Үүд сум) — город и сомон в регионе Восточно-Гобийский аймак на юго-востоке Монголии, свободная экономическая зона. По состоянию на 2008 год население составляло 11 527 человек. Город находится на Трансмонгольской железной дороге и соединен асфальтовой дорогой с Улан-Батором, которая ведет через Сайншанд и Чойр Имеется пограничный переход в КНР, крупнейший на монголо-китайской границе..

## Общая информация
Замын-Ууд является свободной экономической зоной, официально созданной в 2004 году. Это область площадью 900 га и располагается между поселением Замын-Ууд и границей с Китаем. Через Замын-Ууд в Монголию импортируется 90-95 % стройматериалов и 70-80 % продовольствия. По подсчётам 2004 года пограничный контроль насчитывает 950 000 пересечений через границу.

## Климат
| Показатель                 | Янв.  | Фев.  | Март  | Апр.  | Май  | Июнь | Июль | Авг. | Сен. | Окт.  | Нояб. | Дек.  | Год   |
| -------------------------- | ----- | ----- | ----- | ----- | ---- | ---- | ---- | ---- | ---- | ----- | ----- | ----- | ----- |
| Абсолютный максимум, °C    | 10,5  | 13,0  | 24,9  | 34,0  | 37,1 | 39,9 | 40,0 | 40,3 | 34,6 | 27,6  | 19,4  | 9,9   | 40,3  |
| Средний максимум, °C       | −11   | −6    | 4,8   | 14,4  | 23,0 | 27,8 | 29,8 | 27,7 | 21,4 | 13,0  | 1,4   | −8,6  | 11,5  |
| Средняя температура, °C    | −18,5 | −14,5 | −4,5  | 5,9   | 14,4 | 20,2 | 22,8 | 20,8 | 13,5 | 4,4   | −6,6  | −15,9 | 3,5   |
| Средний минимум, °C        | −24,7 | −21,8 | −11,9 | −2    | 6,8  | 12,4 | 16,2 | 14,3 | 6,7  | −2,3  | −12,7 | −21,8 | −3,4  |
| Абсолютный минимум, °C     | −39,3 | −42,3 | −28,4 | −18,6 | −9   | −6,5 | 7,2  | 0,9  | −5,6 | −17,5 | −30,5 | −39,9 | −42,3 |
| Норма осадков, мм          | 1,9   | 1,3   | 1,6   | 3,8   | 7,1  | 14,9 | 28,5 | 29,1 | 14,0 | 5,8   | 1,9   | 1,1   | 111   |
| Источник: NOAA (1961-1990) |       |       |       |       |      |      |      |      |      |       |       |       |       |

## Свободная экономическая зона
Свободная экономическая зона развивается в паре с сопредельным городом Эрэн-Хото (КНР). В рамках развития СЭЗ Замын-Ууд сомонный центр получит статус города, в нём планируется построить международный туристический городок, промышленную часть и жилую, международный аэропорт и железнодорожный вокзал.